# Івиця Калинич
Івиця Калинич (хорв. Ivica Kalinić, нар. 26 березня 1956, Спліт) — югославський футболіст, що грав на позиції захисника. По завершенні ігрової кар'єри — хорватський футбольний тренер.

## Ігрова кар'єра
У дорослому футболі дебютував 1976 року виступами за «Хайдук» (Спліт), в якому не зміг закріпитись, взявши участь лише у 11 матчах чемпіонату.
Протягом 1980—1981 років захищав кольори команди клубу «Марибор».
Своєю грою за останню команду привернув увагу представників тренерського штабу клубу «Осієк», до складу якого приєднався 1981 року. Відіграв за команду з Осієка наступні чотири сезони своєї ігрової кар'єри. Більшість часу, проведеного у складі «Осієка», був основним гравцем захисту команди.
1985 року знову недовго пограв за «Хайдук» (Спліт), після чого відправився в австрійський «Сваровскі-Тіроль».
Завершив професійну ігрову кар'єру у клубі ГАК (Грац), за який виступав протягом 1989–1990 років.

## Кар'єра тренера
Розпочав тренерську кар'єру, очоливши молодіжну команду «Хайдука» (Спліт). Після цього працював асистентом головного тренера команди співвітчизника Івана Каталинича.
1994 року розпочав самостійну тренерську кар'єру, очоливши «Істру», проте в команді довго не протримався і вже наступного року став асистентом Томислава Івича у збірній ОАЕ. Пізніше разом з Івичем повертається до «Хайдука», де знову працює асистентом та тренером «молодіжки».
В подальшому був головним тренером клубів «Посуш'є», «Солін» та «Імотскі».
2003 року знову став асистентом Івана Каталинича, цього разу у запорізькому «Металурзі».
Згодом тренував клуби «Ускок», «Імотскі», «Мосор» та «Широкі Брієг» та «Шибеник».
Наразі останнім місцем тренерської роботи був клуб «Хайдук» (Спліт), команду якого Івиця Калинич очолював як головний тренер 2009 року, після чого до 2012 року працював у структурі клубу на посаді генерального директора.